# Terence Groothusen
Terence Clyde Leon Groothusen (Amsterdam,16 september 1996) is een Nederlands-Arubaans voetballer die als spits speelt. Hij debuteerde in 2019 voor het Arubaans voetbalelftal.

## Carrière
Terence Groothusen speelde van 2015 tot 2017 bij HFC EDO, waar hij in drie seizoenen 30 doelpunten scoorde. In 2017 vertrok hij naar Eerste-divisieclub FC Dordrecht, waar hij op 18 augustus 2017 debuteerde in de met 5-1 verloren uitwedstrijd tegen Fortuna Sittard. De aanvaller kwam in het seizoen 2017/2018 tot 21 wedstrijden in de Eerste Divisie voor FC Dordrecht. In de maand april 2018 raakte hij echter geblesseerd waardoor hij vervolgens niet meer aan spelen toekwam bij voornoemde vereniging.
In juli 2019 ging hij aan de slag bij Hibernians FC op Malta. In januari 2020 ging hij voor Kozakken Boys in de Tweede divisie spelen. Een half jaar later ging hij naar het Duitse SV Straelen in de Oberliga Niederrhein. Op 1 februari 2021 ging hij naar Alemannia Aachen, waar hij tot de zomer speelde. De tweede helft van 2021 speelde hij voor Rot Weiss Ahlen.

### Statistieken
| Seizoen                       | Club             | Land           | Competitie        | Competitie | Competitie | Beker | Beker | Overig | Overig | Totaal | Totaal |
| Seizoen                       | Club             | Land           | Competitie        | Wed.       | Dlp.       | Wed.  | Dlp.  | Wed.   | Dlp.   | Wed.   | Dlp.   |
| ----------------------------- | ---------------- | -------------- | ----------------- | ---------- | ---------- | ----- | ----- | ------ | ------ | ------ | ------ |
| 2014/15                       | HFC EDO          | Nederland      | Topklasse         | 1          | 0          | ?     | ?     | –      | –      | 1      | 0      |
| 2015/16                       | HFC EDO          | Nederland      | Hoofdklasse       | ?          | 16         | ?     | ?     | –      | –      | ?      | 16     |
| 2016/17                       | HFC EDO          | Nederland      | Eerste klasse     | ?          | 14         | ?     | ?     | –      | –      | ?      | 14     |
| 2017/18                       | FC Dordrecht     | Nederland      | Eerste divisie    | 21         | 0          | 0     | 0     | –      | –      | 21     | 0      |
| 2018/19                       | FC Dordrecht     | Nederland      | Eerste divisie    | 0          | 0          | 0     | 0     | –      | –      | 0      | 0      |
| 2019/20                       | Hibernians FC    | Malta          | Premier League    | 12         | 3          | 1     | 2     | 2      | 0      | 15     | 5      |
| 2019/20                       | Kozakken Boys    | Nederland      | Tweede divisie    | 1          | 0          | 0     | 0     |        |        | 1      | 0      |
| 2020/21                       | SV Straelen      | Duitsland      | Regionalliga West | 9          | 0          | –     | –     | 0      | 0      | 9      | 0      |
| 2020/21                       | Alemannia Aachen | Duitsland      | Regionalliga West | 10         | 0          | –     | –     | 2      | 0      | 12     | 0      |
| 2021/22                       | Rot Weiss Ahlen  | Duitsland      | Regionalliga West | 6          | 0          | –     | –     | 2      | 0      | 8      | 0      |
| Carrièretotaal                | Carrièretotaal   | Carrièretotaal | Carrièretotaal    | ?          | 33         | ?     | ?     | 6      | 0      | ?      | 35     |
| Bijgewerkt op 1 november 2021 |                  |                |                   |            |            |       |       |        |        |        |        |

### Interlandcarrière
| Interlands van Terence Groothusen voor Aruba | Interlands van Terence Groothusen voor Aruba | Interlands van Terence Groothusen voor Aruba | Interlands van Terence Groothusen voor Aruba | Interlands van Terence Groothusen voor Aruba | Interlands van Terence Groothusen voor Aruba |
| №                                            | Datum                                        | Wedstrijd                                    | Uitslag                                      | Soort wedstrijd                              | Doelpunten                                   |
| Als speler bij Hibernians FC                 | Als speler bij Hibernians FC                 | Als speler bij Hibernians FC                 | Als speler bij Hibernians FC                 | Als speler bij Hibernians FC                 | Als speler bij Hibernians FC                 |
| -------------------------------------------- | -------------------------------------------- | -------------------------------------------- | -------------------------------------------- | -------------------------------------------- | -------------------------------------------- |
| 1.                                           | 7 september 2019                             | Aruba − Guyana                               | 0 – 1                                        | CONCACAF Nations League                      | 0                                            |
| 2.                                           | 9 september 2019                             | Antigua en Barbuda − Aruba                   | 2 − 1                                        | CONCACAF Nations League                      | 1                                            |
| 3.                                           | 13 oktober 2019                              | Jamaica − Aruba                              | 2 − 0                                        | CONCACAF Nations League                      | 0                                            |
| 4.                                           | 16 oktober 2019                              | Aruba − Jamaica                              | 0 − 6                                        | CONCACAF Nations League                      | 0                                            |
| 5.                                           | 16 november 2019                             | Guyana − Aruba                               | 4 − 2                                        | CONCACAF Nations League                      | 0                                            |
| 6.                                           | 19 november 2019                             | Aruba − Antigua en Barbuda                   | 2 − 3                                        | CONCACAF Nations League                      | 0                                            |
| Als speler bij Alemannia Aachen              |                                              |                                              |                                              |                                              |                                              |
| 7.                                           | 3 juni 2021                                  | Kaaimaneilanden − Aruba                      | 1 − 3                                        | WK 2022 kwalificatie                         | 1                                            |
| 8.                                           | 6 juni 2021                                  | Aruba − Canada                               | 0 − 7                                        | WK 2022 kwalificatie                         | 0                                            |